# Smyrnium americanum
Smyrnium americanum är en flockblommig växtart som beskrevs av David Nathaniel Friedrich Dietrich. Smyrnium americanum ingår i släktet vinglokor, och familjen flockblommiga växter. Inga underarter finns listade i Catalogue of Life.